# Robert Ingersoll Aitken
Pour les articles homonymes, voir Aitken.
Robert Ingersoll Aitken (8 mai 1878 - 3 janvier 1949) est un sculpteur américain.

## Biographie
Né à San Francisco, en Californie, Robert Aitken a étudié à l'Institut Hopkins avec Douglas Tilden. 
De 1901 à 1904, il a été instructeur à l'Institut. En 1904, il s'installe à Paris, pour y continuer ses études.
Une fois ses études terminées, il retourne à New York et est employé comme instructeur à l'Art Student League.
Ses œuvres sont : la fontaine des Sciences, la Grande statues Rivers au Capitole du Missouri, la statue, l’Iron Make à Parris Island, en Caroline du Sud, plusieurs statues militaires à West Point, le Temple de la Musique et le Monument Deway à San Francisco, ainsi que plusieurs sculptures pour le Liberty Memorial à Kansas City (Missouri). Aitken a aussi réalisé la Fontaine de la Terre à San Francisco pour l'Exposition universelle de 1915.
Son œuvre la plus célèbre est le fronton occidental de la Cour suprême des États-Unis, où se trouve l'inscription « Equal Justice Under Law ».
La sculpture, au-dessus de l'entrée de la Cour suprême est composée de neuf personnages – la Liberté entourée de personnes représentant l'ordre, l'autorité, le conseil et la recherche. Ces figures allégoriques étaient en fait des sculptures de vraies personnes qui ont joué un rôle dans la création de l'édifice. Aitken s'est lui-même représenté, à la gauche de la Liberté, avec le juge en chef Charles Evans Hughes. Plusieurs de ses œuvres ont été sculptées par les frères Piccirelli (en).